# Cirrodes
Cirrodes là một chi bướm đêm thuộc họ Noctuidae.